# Indiai klasszikus zene
Az indiai klasszikus zene az indiai szubkontinens klasszikus zenéje, India kultúrájának fontos része.

## Fő hagyományai
Két fő hagyománya:
- a karnátikus zene (wd), amelyet elsősorban a félsziget déli régióban találunk,
- a hindusztáni zene (wd), amely az északi, keleti és központi régiókban található meg.

A két rendszer a 13. századtól kezdve fokozatosan tért el egymástól, amikor az iszlám hatás révén a szubkontinens északi részén az arab és perzsa zenei hagyományok összeolvadtak a hindu zenével. A karnátikus zene fejlődésében viszont gyakorlatilag nem játszott szerepet ez a hatás.
A hindusztáni klasszikus zene központjai a 21. században Delhi, Kolkata (Kalkutta), Váránaszi és Mumbai (Bombay) városaiban vannak, de a 20. század elejéig kisebb, fejedelmi udvarral rendelkező városok, például Dzsaipur, Agra és Gwalior is nagy szerepet játszottak. A 20-21. század fordulója környékén a szubkontinensen kívül a hindusztáni klasszikus zene legismertebb népszerűsítői közé tartoztak Ravi Shankar, Rám Nárájan, Ali Akbar Khan vagy Bismillah Khan; Magyarországon Kozma András.
A mai karnátikus zene fő központjai közé tartozik Tamil Nadu, Karnátaka, Andhra Pradesh és Kerala államok. A legkiemelkedőbb karnátikus előadások Chennai (Madras) városában találhatók.

## Jellemzői
Az indiai zene egy modális zenei rendszer, amely hangsorokra, hangkapcsolatokra épül. Nincsenek benne akkordok. Legsajátosabb jellemzője az, hogy tisztán melodikus. Ez alatt olyan dallamvonalat kell érteni, ami nem igényel és nem is rejt magában harmóniát. Az indiai melódia olyan hangokból áll, amelyeket csak a folyamatosság köt össze. Az indiai zenében pontos hangok nem léteznek, ezért nincsenek mechanikusan hangolt hangszerek sem. Bizonyos rágákban használnak felemelt hangokat, amelyek magasabbak, mint a diatonikus skála felemelt hangjai és bé-s hangokat, amelyek mélyebbek.
Az indiai zenében nincs abszolút hangmagasság. Ez azért van, mert nem igényli a harmóniai tervezést, következésképp nincs szüksége ilyen állandó mértékre. A dallam rendszerint egy tetrachord körül mozog, gyakran csupán azon belül, kimozdulásainak pedig két meghatározott tengelye van: az alaphang és a negyedik vagy az ötödik fok. A melódia alapja a rága , amely bizonyos hangközök és mikrohangközök használatából és mások kizárásából áll. Hetvenkét teljes hétfokú és számos, ebből származtatott rága létezik.
Az indiai zene az oktávot huszonkét srutira, negyedhangra osztja. E mikrohangközök olyan árnyalt zenei kifejezést tesznek lehetővé, amilyen elképzelhetetlen a tizenkét félhangból álló, nyugati kromatikus skála alapján. A hindu mitológia az oktáv valamennyi hangjegyéhez adott színt, madárkiáltást vagy állathangot társít. A dóhoz a zöld és a páva tartozik, a réhez a piros és a pacsirta, a mihez az aranyszín és a kecske, a fához a sárgásfehér és a kócsag, a szóhoz a fekete és a csalogány, a lához a sárga és a ló, a ízhez valamennyi szín keveréke és az elefánt.
A ritmikai modell, a tála hol szimmetrikus, hol aszimmetrikus. Az ütőhangszerek csaknem állandó használatát természetesnek tekintik.
A déli (karnátikus) és északi (hindusztáni) zene a lényeges pontokban megegyezik, noha a rágák és tálák  elnevezése eltér. A kettő közötti különbség ma inkább a stílusban mutatkozik.

### A rágák
A rága  egy melodikus forma, egy dallamváz, ami egy-egy felmenő és lemenő hangsorból áll. 
Skálatípust, melódiaképet és a rajta alapuló előadásmódot egyaránt jelenti a szó.
A nyugati zene jellemző műveivel ellentétben a klasszikus észak-indiai rága lineárisan bontakozik ki. Ami a nyugati tradícióban a polifónia, tehát az egyidejűleg megszólaló hangmagasságok viszonya, az a klasszikus rágában a hangok egymásutániságában ölt testet. 
A dinamikus fokozódás elvére épül, mindig a lassútól a gyorsig fokozódik a tempó. Minden egyes rága egy adott hangulatot, egy színt, egy ízt akar elmondani. Ugyanazon az eszközrendszeren keresztül teszi ezt, mert a szerkezet, ahogy egy rága felépül, az minden egyes rága esetében ugyanaz, de mégis minden rága egészen mást mond.
A zenészek végtelen számú rögtönzéssel variálhatják a rágákat. Miközben az adott téma érzés- és hangulatvilágát megőrzik, saját eredetiségükre támaszkodva díszítgethetik azt. Nem olvasnak kottát, a rága vázát minden egyes előadás során újra kicicomázzák, s miközben egyetlen dallamot ismételnek, ezt finom hangszín- és ritmusváltásokkal kombinálják.
A rágák vázlatos gyűjteményei jellegzetes melódiáknak és hangolásoknak, amelyek együttesen egy zenei alakzatot körvonalaznak, olyasmit, amit Európában stílusnak neveznének. Minden stílusban, illetve rágában ismeretesek rövid, mintaszerű zeneművek, amelyek markánsan jelzik az arculatát. Ezek azonban csupán a stílus megismerésére szolgálnak, éppen úgy, mintha a nyugati konzervatóriumban megtanítanák Mozart, Ligeti vagy Machaut stílusának tökéletes utánzását. Az észak-indiai hagyományt képviselő zenésznek egy koncerten fölébe kell emelkednie ezeknek a példáknak, s a rögtönzései révén el kell jutnia a zenei hagyomány e nyelveinek a mélyebb, saját személyére vonatkozóan érvényes értelmezéséhez. Amiképpen egy zeneszerző személyes stílusa változik az élete folyamán, akképpen módosulnak a rágák az évszázadok során a nagy zenészek minden értelmezése nyomán.